# Juan Evaristo
Juan Evaristo (20 juni 1902 – 8 mei 1975) was een Argentijns voetballer. Op de Olympische Zomerspelen van 1928 won hij de zilveren medaille met het Argentijns voetbalelftal nadat ze de finale hadden verloren van het Uruguayaans voetbalelftal. Evaristo was een van de spelers die deel uitmaakten van het eerste Wereldkampioenschap voetbal in 1930. Ook hier kende de finale dezelfde afloop.
In 1931 werd hi met Boca Juniors landskampioen in de Primera División.